# ミニモニ。
ミニモニ。は、ハロー!プロジェクトに所属していた女性歌手グループ、女性アイドルグループ。
この項では便宜上、『チャンプル①〜ハッピーマリッジソングカバー集〜』発売を機に結成された新ミニモニ。についても記述する。

## メンバー

### 第1期
- 矢口真里 - リーダー。2003年3月卒業。
- ミカ・タレッサ・トッド
- 辻希美
- 加護亜依

### 第2期
- ミカ・タレッサ・トッド - リーダー
- 辻希美
- 加護亜依
- 高橋愛

## 特徴
- 矢口真里がつんく♂に企画を持っていき、作られたユニットである。
- 矢口真里卒業までの第1期は漫画のキャラクターのような記号的衣装（原色を主とするチェック柄とミニスカート、星条旗柄（ミカのみ））とポップでキャッチーな曲をコンセプトとし、歌詞にはミニモニ。またはミニハムずの自称が含まれている。曲のジャンルはドラムンベース、トランスを下敷きとする等多彩である。
- テレビ東京、小学館によるメディアミックス展開が行われ、キャラクターグッズにはミニモニ。プロジェクトおよびアップフロントプロモーション（旧：アップフロントエージェンシー）の著作権表示がされている。
- マスコットキャラクターはミニモちゃん。
- キャラクターグッズ展開に伴い、プロモーションビデオにはキャラクターのアニメーションも登場した。
- 高橋愛加入後の第2期は、身長制限解除に伴い子供目線からお姉さんへとコンセプトの変更を図り、曲調も二転三転した。
- ユニフォームとして、新日本プロレスのヤングライオンのパロディTシャツを着用していた。ミカのみ青であり、それ以外のメンバーは赤である。

## 略歴
2000年
- 6月25日放送の第12回『ハロー!モーニング。』において
  - デビルモーニング（中澤裕子、飯田圭織、保田圭）
  - エンジェルモーニング（安倍なつみ、石川梨華、吉澤ひとみ）
  - ヤングモーニング（矢口、辻、加護）

の3組に分かれてゲームを行った。
このヤングモーニングが母体となって「身長150cm以下」という条件のグループとしてミニモニ。が結成された。実質、『ハロー!モーニング。』が当ユニットが誕生したきっかけとなった番組である。
- 7月31日 - 8月4日、『モーニング娘。のへそ』において「新ユニット"ミニモニ。"を世の中に知らしめよ!」企画が放送された。
- 8月28日 - 9月1日・9月18日 - 22日、『モーニング娘。のへそ』において「ミニモニ。定例会議」企画が放送された。
- 10月、『ハロー!モーニング。』でミニモニ。のコーナーが始まる。国際化を目指しココナッツ娘。のミカを迎える。

2001年
- 1月、「ミニモニ。ジャンケンぴょん!」でCDデビューし、ブレイク。ファンのターゲットを「モーニング娘。」より下の年代である小学生以下とし、漫画、アニメ、キャラクターグッズとしても、大ヒットした。劇場版とっとこハム太郎のミニハムず、志村けんとのユニットバカ殿様とミニモニ姫。など、非常に多彩な展開をしている。

2003年
- 3月29日、ミニモニ。のライブコンサートにおいて矢口真里が卒業し高橋愛が加入（ハロー!モーニング内のレギュラーコーナー「河童の花道」において矢口が演じていたキャラが人間に成長したという趣旨の告知）。同時に身長制限が解除。リーダーはミカに引き継がれた。

2004年
- 1月、辻希美および加護亜依が同年夏にモーニング娘。から卒業する旨が発表されたが、この時点では「辻加護のモーニング娘。からの卒業後もミニモニ。の活動は継続する」とされていた。
- 3月31日、「おはスタ」で無期限活動休止を発表。
- 5月2日、ミカが音楽の勉強を目的に帰国のため卒業。以降、ミニモニ。は無期限活動停止となる（つんく♂曰く「永久欠番」的な存在で、解散ではないことが強調されている）。
- 5月9日放送の『ハロー!モーニング。』の中で旧メンバーの矢口真里を含めた5人が別れの挨拶（このシーンは後述のDVD「四休さん」の特典映像の中で見ることができる）。

2007年
- 3月27日、加護亜依が事務所解雇に伴い、ハロー!プロジェクトを脱退。

2009年
- 3月31日、辻希美がハロー!プロジェクトを卒業。
- 4月、ハロー!プロジェクトの公式サイトのリニューアルに伴いアーティストリストからミニモニ。のプロフィールへのリンクが消滅した（プロフィール自体は存続）。
- 4月中旬、ハロー!プロジェクトの公式サイトから詳細なプロフィールが消滅した。

2018年
- 2月12日、テレビ東京で放送された「モーニング娘。20周年記念スペシャル」で矢口真里、辻希美に現役メンバーの石田亜佑美、横山玲奈を加えた4人で「ミニモニ。ジャンケンぴょん!」を披露した[1][2]。

2021年
- 7月4日、日本テレビで放送された「行列のできる法律相談所」で矢口真里、辻希美に滝沢カレン、フワちゃんを加えた4人で「ミニモニ。ジャンケンぴょん!」を披露した。

2023年
- 9月10日、Hello! Project 25th ANNIVERSARY CONCERT『ALL FOR ONE & ONE FOR ALL!』ACT Iにて、矢口真里・辻希美・松本わかな（アンジュルム）・豫風瑠乃（つばきファクトリー）の4人で「ミニモニ。ジャンケンぴょん!」を披露した。
- 11月15日、「テレ東60祭!ミュージックフェスティバル2023〜一生聞きたい!昭和・平成・令和ヒット曲100連発〜」にて、矢口真里・辻希美・松本わかな・豫風瑠乃の4人で「ミニモニ。ジャンケンぴょん!」を披露した[3]。

2025年
- 3月21日、結成25周年を記念し、Xのアカウントを開設[4]。
- 3月28日、過去にリリースした全楽曲を翌29日より各サブスクリプション型（定額制）音楽ストリーミングサービスで配信開始することを発表[5]。
- 5月26日、TikTokのアカウントを開設[6]。

## 音楽

### シングル
| 通算   | タイトル                                                    | 発売日   | 順位   | 名義                     |
| 2001年 | 2001年                                                      | 2001年   | 2001年 | 2001年                   |
| ------ | ----------------------------------------------------------- | -------- | ------ | ------------------------ |
| 1      | ミニモニ。ジャンケンぴょん! /春夏秋冬だいすっき!            | 1月17日  | 1位    |                          |
| 2      | ミニモニ。テレフォン! リンリンリン /ミニモニ。バスガイド!   | 9月12日  | 1位    |                          |
| 3      | ミニハムずの愛の唄                                          | 12月5日  | 3位    | ミニハムず               |
| 2002年 |                                                             |          |        |                          |
| 4      | ミニモニ。ひなまつり! /ミニ。ストロベリ〜パイ               | 1月30日  | 2位    |                          |
| 5      | アイ〜ン体操 /アイ〜ン!ダンスの唄                           | 4月24日  | 3位    | バカ殿様とミニモニ姫。   |
| 6      | げんき印の大盛りソング /お菓子つくっておっかすぃ〜          | 11月27日 | 9位    | ミニモニ。と高橋愛+4KIDS |
| 7      | ミニハムずの結婚ソング                                      | 12月4日  | 10位   | ミニハムず               |
| 2003年 |                                                             |          |        |                          |
| 8      | ロックンロール県庁所在地 〜おぼえちゃいなシリーズ〜         | 4月9日   | 7位    |                          |
| 9      | ミニモニ。数え歌 〜お風呂ば〜じょん〜 /〜デートば〜じょん〜 | 5月14日  | 9位    |                          |
| 10     | CRAZY ABOUT YOU                                             | 10月16日 | 6位    |                          |
| 11     | ミラクルルン グランプリン! /ピ〜ヒャラ小唄                  | 11月19日 | 22位   | ミニハムず/プリンちゃん  |
| 2004年 |                                                             |          |        |                          |
| 12     | ラッキーチャチャチャ!                                       | 4月21日  | 6位    |                          |

※順位はオリコン週間チャート最高位

### アルバム
1. ミニモニ。ソング大百科1巻（2002年6月26日）EPCE-5162
2. ミニモニ。じゃムービー お菓子な大冒険! オリジナルサウンドトラック（2003年2月19日）EPCE-5200
3. ミニモニ。ソングズ②（2004年2月11日）EPCE-5265

### DVD／VHS

#### シングル
ミニモニ
1. ビデオ・ミニモニ。ジャンケンぴょん!（VHSも同時発売）（2001年3月14日）EPBE-5013
2. ビデオ・ミニモニ。テレフォン!リンリンリン／ミニモニ。バスガイド!（VHSも同時発売）（2001年10月24日）EPBE-5032
3. ビデオ・ミニモニ。ひなまつり!／ミニ。ストロベリ〜パイ（VHSも同時発売）（2002年3月6日）EPBE-5034
4. シングルV・ロックンロール県庁所在地〜おぼえちゃいなシリーズ〜（2003年5月8日）EPBE-5068
5. シングルV・ミニモニ。数え歌〜お風呂ば〜じょん〜／ミニモニ。数え歌〜デートば〜じょん〜（2003年6月11日）EPBE-5076
6. シングルV・CRAZY ABOUT YOU（2003年11月12日）EPBE-5097
7. シングルV・ラッキーチャチャチャ!（2004年4月28日）EPBE-5118

ミニハムず
1. ビデオ・ミニハムずの愛の唄（2002年2月27日）EPBE-5035
2. シングルV・ミニハムずの結婚ソング（2002年12月4日）EPBE-5046

バカ殿様とミニモニ姫。
- シングルV・アイ〜ン体操／アイ〜ン!ダンスの唄（2002年6月5日）EPBE-5034

ミニモニ。と高橋愛+4KIDS
- シングルV・げんき印の大盛りソング／お菓子つくっておっかすぃ〜（2002年11月27日）EPBE-5047

ミニハムず/プリンちゃん
- シングルV・ミラクルルン グランプリン!／ピ〜ヒャラ小唄（2003年12月26日）EPBE-5102

#### ライブDVD
1. ミニモニ。スペシャルライブだぴょ〜ん!（2003年10月29日）EPBE-5091

#### シングルコレクション
1. ミニモニ。シングルクリップス1（2004年2月11日）EPBE-5109

### その他
1. ハロー!モーニング。ミニモニ。ぴょ〜ん星人&ゴマキペンギン物語（2003年5月14日）EPBE-5073
2. メイキング・オブ・ミニモニ。じゃムービー お菓子な大冒険!（2003年1月21日）DSTD-02170
3. ミニモニ。じゃムービー お菓子な大冒険!（VHSも同時発売）（2003年6月18日）HKBN-50030 / HKVN-50030
4. ドラマ愛の詩 ミニモニ。でブレーメンの音楽隊Vol.1（2004年4月28日）EPBE-5121
5. ドラマ愛の詩 ミニモニ。でブレーメンの音楽隊Vol.2（2004年4月28日）EPBE-5122
6. ドラマ愛の詩 ミニモニ。でブレーメンの音楽隊Vol.3（2004年4月28日）EPBE-5123
7. ハロー!モーニング。ミニモニ。四休さん（2004年6月30日）EPBE-5131
8. ハロー!モーニング。ミニモニ。河童の花道（2004年6月30日）EPBE-5132
9. ハローキッズ VOL.1（2006年2月22日）HKBN-50064
  - VOL.2（HKBN-50065）と同時発売。

## TVアニメ

### ミニモニ。やるのだぴょん
2001年6月4日から同年10月26日までおはスタスーパーライブ内で放送されていた短編アニメ。全66話。
スタッフ
連載 - 「ちゃお」、「小学五年生」、「小学六年生」
脚本 - 永田優子
音楽 - 渡部チェル

### ミニモニ。じゃ てーびぃー
同じく2003年4月から放送されていた。「ミニモニ。Cafe」というケーキ屋さんのお話。
Mini Moni Cafe
ミカ
店長兼パティシエ
加護亜依、辻希美
看板娘たちだが、よくあらゆる手段でつまみ食いをしてはミカに怒られている。
高橋愛
見習いパティシエ
Gucchi Flowers
矢口真里
4話から登場「ぐっちーフラワー」という移動式花屋の店長。よくCafeに遊びに来る。場所は毎日変わるが普段はミニモニ。カフェのまん前に止めてある。
後藤真希（ごっちん）
7話から登場。スチュワーデスとして、世界中を旅しているらしいが・・・。

## 出演

### テレビ
- おはスタ（テレビ東京系）-ミニモニ。がメジャーデビューする前から支援を行っていた。
- モーニング娘。のへそ（テレビ東京系）
  - 新ユニット"ミニモニ。"を世の中に知らしめよ!（2000年7月31日 - 8月4日）
  - ミニモニ。定例会議（2000年8月28日 - 9月1日、9月18日-22日）
- ハロー!モーニング。（テレビ東京系）
  - ミニモニ。ちっちゃー!（2000年10月15日 - 2001年2月18日）
  - ミニモニ。世界照準（2001年6月10日 - 8月19日）
  - ミニモニ。ぴょ～ん星人（2001年10月7日 - 2002年9月22日）
  - ミニモニ。河童の花道（2002年10月6日 - 2003年9月28日）
  - ミニモニ。四休さん（2003年10月5日 - 2004年4月25日）

### テレビドラマ
- ドラマ愛の詩 ミニモニ。でブレーメンの音楽隊（2004年1月 - 3月、NHK教育テレビ）

### CM
- 102（ワン・オー・ツー）（2001年、ウォルト・ディズニー・ピクチャーズ/ブエナ・ビスタ）
- ベジーノ（2001年、江崎グリコ）
- 小学館ホームパル（2002 - 2003年、ミカ単独出演）
- 映画ハム太郎（5秒 2001、2003）

### 映画
- 劇場版とっとこハム太郎 第1弾〜第3弾（2001 - 2003年、東宝）声優
- ミニモニ。じゃムービー お菓子な大冒険!（2002年、東映）

### ゲーム
- ミニモニ。ダイスdeぴょん!（2002年3月12日、PS コナミ）
- ミニモニ。ミカのハッピーモーニングchatty（2002年4月1日、GBA 小学館ミュージックアンドデジタルエンタテイメント、小学館HOMEPAL会員限定）
- ミニモニ。シャカっとタンバリン!だぴょん!（2002年9月12日、PS セガ、通常版と限定版同時発売）
- キッズステーション ミニモニ。になるのだぴょん!（2002年9月26日、PS バンプレスト、キッズステーションコントローラセット同時発売）
- ミニモニ。ステップぴょんぴょんぴょん♪（2002年12月12日、PS コナミ）
- PS one Books ミニモニ。ダイスdeぴょん!（2002年12月12日、PS コナミ）
- ミニモニ。おねがい☆お星さま!（2002年12月12日、GBA コナミ）

### ソフトウェア
- ミニモニ。のキーボードがみえるモニ!!（2002年4月5日、ホロン）
- ミニモニ。いっしょにうつんだピョン!（2002年4月5日、ホロン）
- ミニモニ。シールはるんだピョン!（2002年4月26日、ホロン）

## 書籍
- 岸本裕史著「ミニモニ。もじかずプリントだぴょん!―もじ・かずぐんぐんドリル」（2003年4月、小学館）ISBN 978-4092533714
- なかむらじん・あさぬまていじ「ミニモニ。じゅげむ」（2004年4月21日、竹書房）ISBN 978-4812416105
- 結城モイラ・森島明子「ミニモニ。ドキドキうらないブック」（2004年4月28日、竹書房）ISBN 978-4812416259
- 小野寺きらりん紳・森島明子「ミニモニ。ときめき心理ゲーム」（2004年4月28日、竹書房）ISBN 978-4812416266

### 写真集
- ミニモニ。Photo Book（2001年4月5日、ワニブックス） ISBN 978-4847026539
- ミニモニ。カフェへおいでよ! 映画『ミニモニ。じゃムービーお菓子な大冒険!』オフィシャルメイキング写真集（2003年1月1日、小学館） ISBN 978-4091060761
- ミニモニ。in Hello! Project 2003（2003年10月7日、竹書房）ISBN 978-4812413678
- Hello! Project 2004 winter 写真集 ミニモニ。とカントリー娘。に紺野と藤本（モーニング娘。）（2004年3月20日、竹書房）ISBN 978-4812415948

### コミック
- もりちかこ著「ミニモニ。やるのだぴょん!」Vol.1（2002年5月20日、小学館）ISBN 978-4091388018
- もりちかこ著「ミニモニ。やるのだぴょん!」Vol.2（2002年12月20日、小学館）ISBN 978-4091388025
- こやまゆき著「とっても!ミニモニ。」Vol.1（2001年8月、小学館てんとう虫コミックススペシャル）ISBN 978-4091494337
- こやまゆき著「とっても!ミニモニ。」Vol.2（2002年4月26日、小学館てんとう虫コミックススペシャル）ISBN 978-4091494344
- こやまゆき著「とっても!ミニモニ。」Vol.3（2003年1月、小学館てんとう虫コミックススペシャル）ISBN 978-4091494351
- こやまゆき著「とっても!ミニモニ。」Vol.4（2003年11月、小学館てんとう虫コミックススペシャル）ISBN 978-4091494368
- こやまゆき著「とっても!ミニモニ。」Vol.5（2004年5月1日、小学館てんとう虫コミックススペシャル）ISBN 978-4091494375
- こやまゆき著「とっても!ミニモニ。はるんだぴょん!（まるごとシールブック）」（2001年9月、小学館）ISBN 978-4097344360
- こやまゆき著「とっても!ミニモニ。はるんだぴょん!2（まるごとシールブック）」（2002年6月、小学館）ISBN 978-4097344452
- こやまゆき著「はるモニ。ミニモニ。シールブック」（2002年5月、小学館）ISBN 978-4097344711
- こやまゆき著「ミニモニ。ぴょん2シールブック」（2002年5月、小学館）ISBN 978-4097344544
- 亜都夢(作画)著 「ミニモニ。ラブインストール」 (2002年6月6日、蒼馬社）ISBN 978-4883881949

### イラスト集
- ミニモニ。イラストコレクションVol.1（2003年8月30日、竹書房バンブームック）ISBN 978-4812412961
- ミニモニ。イラストコレクションVol.2（2003年10月27日、竹書房バンブームック）ISBN 978-4812413791
- ミニモニ。サンタのクリスマス（2003年10月27日、竹書房）ISBN 978-4812410875

### 小説
- 楠未莉著「ミニモニ。におまかせっ! 1 学園祭はドッキドキ!?」（2002年11月22日、竹書房）ISBN 978-4812410493
- 楠未莉著「ミニモニ。におまかせっ! 2 あの子の夢を守れ」（2002年12月21日、竹書房）ISBN 978-4812410660
- 楠未莉著「ミニモニ。におまかせっ! 3 嵐のファッションコンテスト」（2003年1月22日、竹書房）ISBN 978-4812410677
- 楠未莉著「ミニモニ。におまかせっ! 4 ミニモニ。vsブラモニ。（前編）」（2003年3月22日、竹書房）ISBN 978-4812410684
- 楠未莉著「ミニモニ。におまかせっ! 5 ミニモニ。vsブラモニ。（後編）」（2003年3月22日、竹書房）ISBN 978-4812411582
- 落合ゆかり他・コゲどんぼ 「ミニモニ。大好きっ! 1 もしかして、おばけさん!?」（2003年5月30日、竹書房）ISBN 978-4812412114
- 小高宏子他・コゲどんぼ 「ミニモニ。大好きっ! 2 なんてったってライバル!」（2003年7月31日、竹書房）ISBN 978-4812412756
- 小高宏子他・コゲどんぼ 「ミニモニ。大好きっ! 3 キレイになっちゃえ大作戦!」（2003年9月30日、竹書房）ISBN 978-4812413500
- 小高宏子他・コゲどんぼ 「ミニモニ。大好きっ! 4 スキー場は大さわぎ!」（2003年11月、竹書房）ISBN 978-4812414477
- 小高宏子他・コゲどんぼ 「ミニモニ。大好きっ! 5 どきどき・バレンタイン」（2004年1月30日、竹書房）ISBN 978-4812415139
- 藤本有紀著「ミニモニ。でブレーメンの音楽隊」（2004年4月1日、ぺんぎん書房）ISBN 978-4901978224

## 新ミニモニ。

### メンバー
- リンリン（モーニング娘。） - リーダー
- 福田花音（アンジュルム（旧：スマイレージ））
- 竹内朱莉（同上）
- 宮本佳林（Juice=Juice）

※竹内朱莉と宮本佳林は結成当時共にハロプロエッグに所属。

### 略歴
2009年
- 5月26日、矢口真里がブログで「つんく♂さんから、新ミニモニ。を作るとのメールをもらった」と明かした。
- 5月27日、つんく♂がオフィシャルブログで新ミニモニ。結成を公表。候補として福田花音（現・巫まろ）の名前をあげた。辻希美もブログで、つんく♂から、新ミニモニ。結成のメールをもらったことを明かした。
- 6月3日、つんく♂がブログで新ミニモニ。の候補およびリーダーとしてリンリンの参加を明らかにした。
- 7月15日、新ミニモニ。が『チャンプル①〜ハッピーマリッジソングカバー集〜』に「てんとう虫のサンバ」のカバーで参加。竹内朱莉、宮本佳林の参加が明らかとなる。
- 7月19日 - 8月9日、ハロー!プロジェクトのコンサートツアー『Hello! Project 2009 SUMMER 革命元年 〜Hello! チャンプル〜』で「ミニモニ。じゃんけんぴょん!」を歌唱。
- 12月2日、『プッチベスト10』発売。「ペン ペン 兄弟」を収録。

2010年
- 1月5日 - 24日、ハロー!プロジェクトのコンサートツアー『Hello! Project 2010 WINTER 歌超風月 〜シャッフルデート〜』に出演。「ペン ペン 兄弟」、「ミニ。ストロベリ〜パイ」を披露した。
- 7月18日 - 8月8日、ハロー!プロジェクトのコンサートツアー『Hello! Project 2010 SUMMER 〜ファンコラ!〜』に出演。「げんき印の大盛りソング」（名古屋昼公演）、「ラッキーチャチャチャ!」（中野昼公演）を披露した。
- 12月15日、リンリンがモーニング娘。とハロー!プロジェクトを卒業。

2011年
- 1月2日 - 23日、ハロー!プロジェクトのコンサートツアー『Hello! Project 2011 WINTER 〜歓迎新鮮まつり〜』に出演。「CRAZY ABOUT YOU」（A-1公演）、「ガタメキラ」（A-2公演）を披露した。

2015年
- 11月29日、福田花音がアンジュルム及びハロー!プロジェクトを卒業。

2020年
- 12月10日、宮本佳林がJuice=Juice及びハロー!プロジェクトを卒業。

2021年
- 9月11日、M-line Special 2021 〜Make a Wish〜にて宮本佳林と竹内朱莉で「ラッキーチャチャチャ！」、「ペン ペン 兄弟」を披露した。

2023年
- 6月21日、竹内朱莉がアンジュルム及びハロー!プロジェクトを卒業。